# Dohnsen (Bergen)

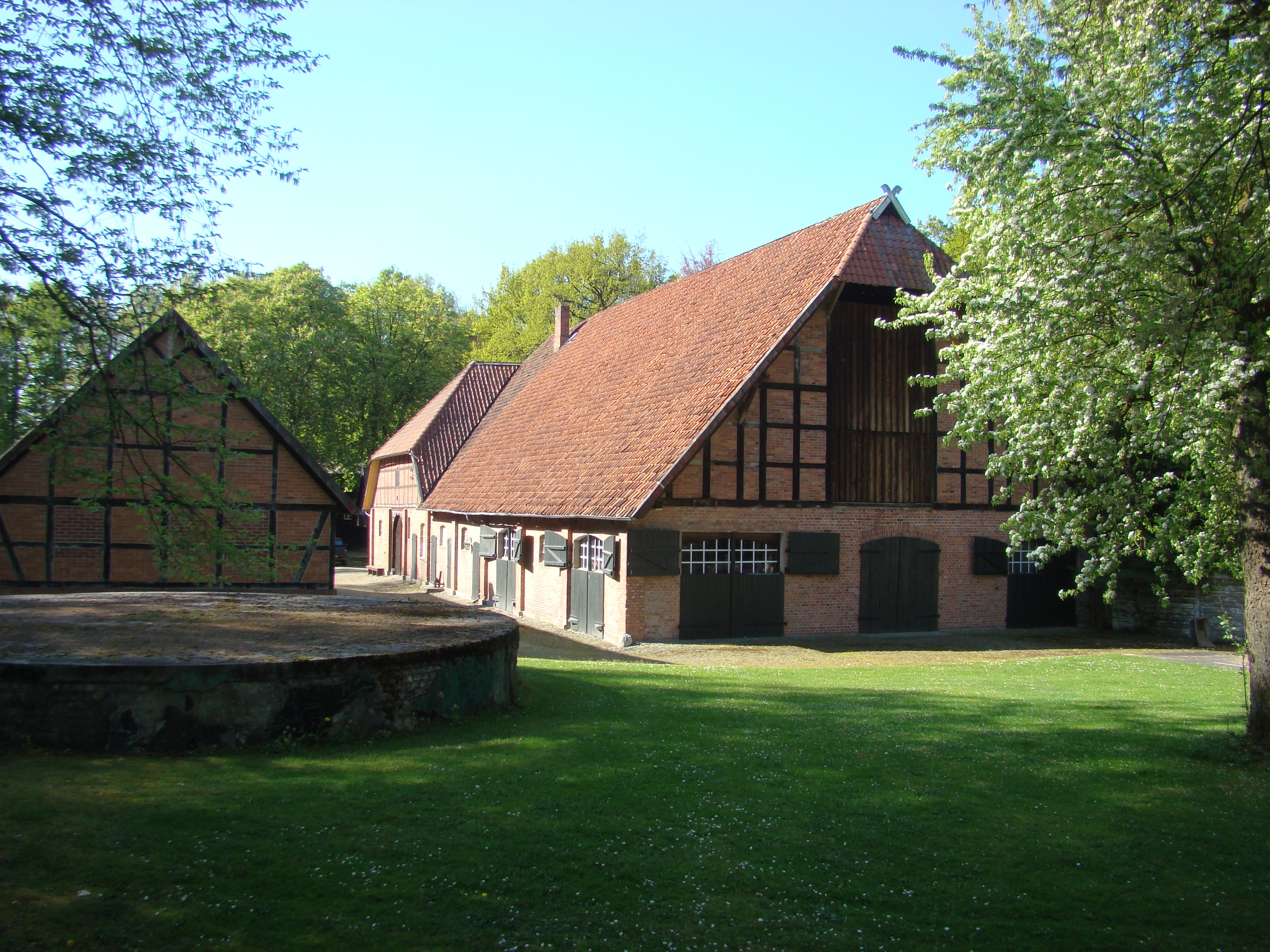
Der „Gehrshof“, ein ehemaliger Bauernhof

Dohnsen ist eine Ortschaft der niedersächsischen Stadt Bergen im nördlichen Landkreis Celle in der Lüneburger Heide.

## Geografie
Der Ort liegt 4 km östlich von Bergen und hat 747 Einwohner (Stand Dezember 2022). Ortsteile von Dohnsen sind Wohlde, Hünenburg, Roxhüllen, Salzmoor und Siddernhausen.

## Geschichte
Der Ort Dohnsen wurde urkundlich erstmals 1330 unter dem Namen Dodensen erwähnt.
Am 1. Februar 1971 wurde Dohnsen in die Stadt Bergen eingegliedert.

## Politik

### Ortsrat
Vertreten wird Dohnsen durch den Ortsrat und den Ortsbürgermeister. Der Ortsrat hat u. a. Entscheidungskompetenzen für die in der Ortschaft gelegenen öffentlichen Einrichtungen, ist zuständig für die Förderung der Ortsbildpflege und des Vereinslebens und muss von der Stadt Bergen bei allen die Ortschaft betreffenden Belangen gehört werden. Er setzt sich aus fünf gewählten Vertretern, den aus Dohnsen stammenden Mitgliedern des Gemeinderates Bergen sowie dem Bürgermeister der Stadt Bergen zusammen.
Bei der Kommunalwahl 2021 ergab sich folgende Sitzverteilung:
- Gemeinsame Liste Dohnsen/Wohlde: 5 Sitze

### Ortsbürgermeister
Der Ortsrat wählt den Ortsbürgermeister, Amtsinhaber ist Hinrich Otte.

## Kultur und Sehenswürdigkeiten

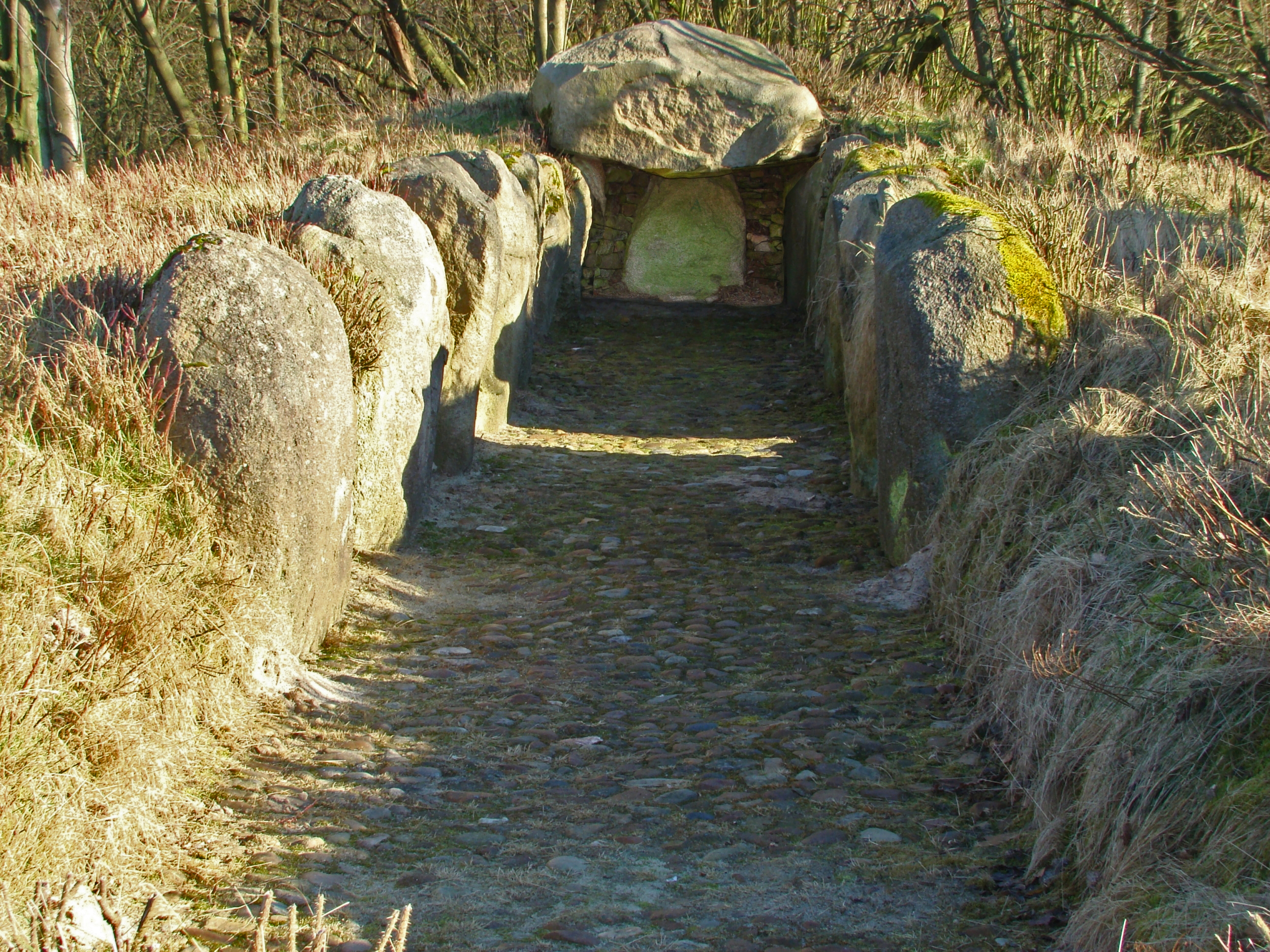
Steinkammer bei Dohnsen

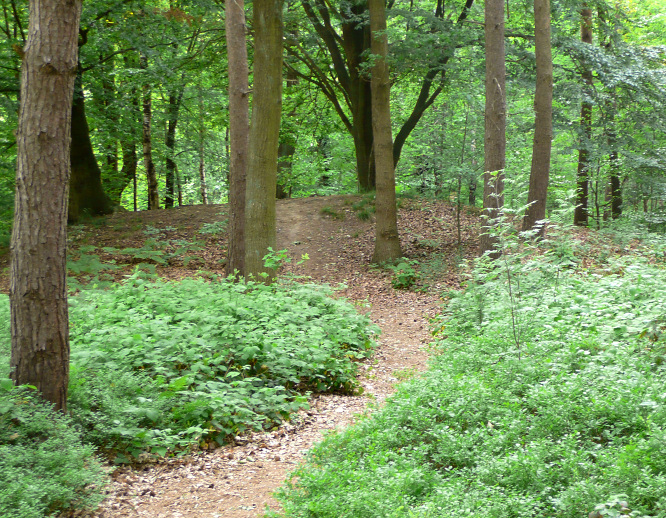
Hügelgrab bei Wohlde

- Nördlich des Ortes, befindet sich die Steinkammer bei Dohnsen ein rekonstruiertes und versetztes Großsteingrab aus der Jungsteinzeit (3500–2800 v. Chr.).
- Etwa 800 m östlich von Dohnsen, auf dem Lührsberg, eine 77 m über NN hohe und etwa 500 m breite Erhebung, wurde 1936 vom Hermannsburger Archäologen Hans Piesker, eine Siedlung der Trichterbecherkultur (ca. 4200–2800 v. Chr.) entdeckt. Von der ursprünglich 30.000 m² großen Siedlung konnten zahlreiche Pfostenlöcher und Siedlungsgruben, aber auch mehrere Hausgrundrisse freigelegt werden. Die Häuser hatten eine Länge von knapp 6 m und waren zwischen 0,80 m und 1,40 m in den Boden eingegraben. Sie hatten mit Lehm beworfene Flechtwände. Daneben wurden Pfeilspitzen, Schaber, eine Speerspitze und Bruchstücke von Beilen aus Feuersteinen gefunden und Gefäßscherben ausgegraben.  Durch den Fund von  Spinnwirtel konnte nachgewiesen werden, dass hier auch Wolle oder pflanzliche Fasern verarbeitet wurden.
- Auch die anderen zum Teil noch erhaltenen Hünengräber der Umgebung (siehe auch  Hügelgräber bei Wohlde und Grabhügelfeld von Bonstorf) bezeugen, dass es hier  bereits vor und zur Bronzezeit eine Besiedelung gab.
- Der Sögel-Wohlde-Kreis ist eine frühbronzezeitliche (etwa 1600–1000 v. Chr.) Kulturgruppe, die nach den Orten Sögel im Landkreis Emsland und dem Ortsteil Wohlde in Dohnsen benannt ist.
- Der Fund einer Bronzetasse aus Dohnsen könnte Verbindungen zur mykenischen Kultur im 16. bis 15. Jahrhundert v. Chr. belegen. Allerdings sind die Fundumstände zweifelhaft.[5]

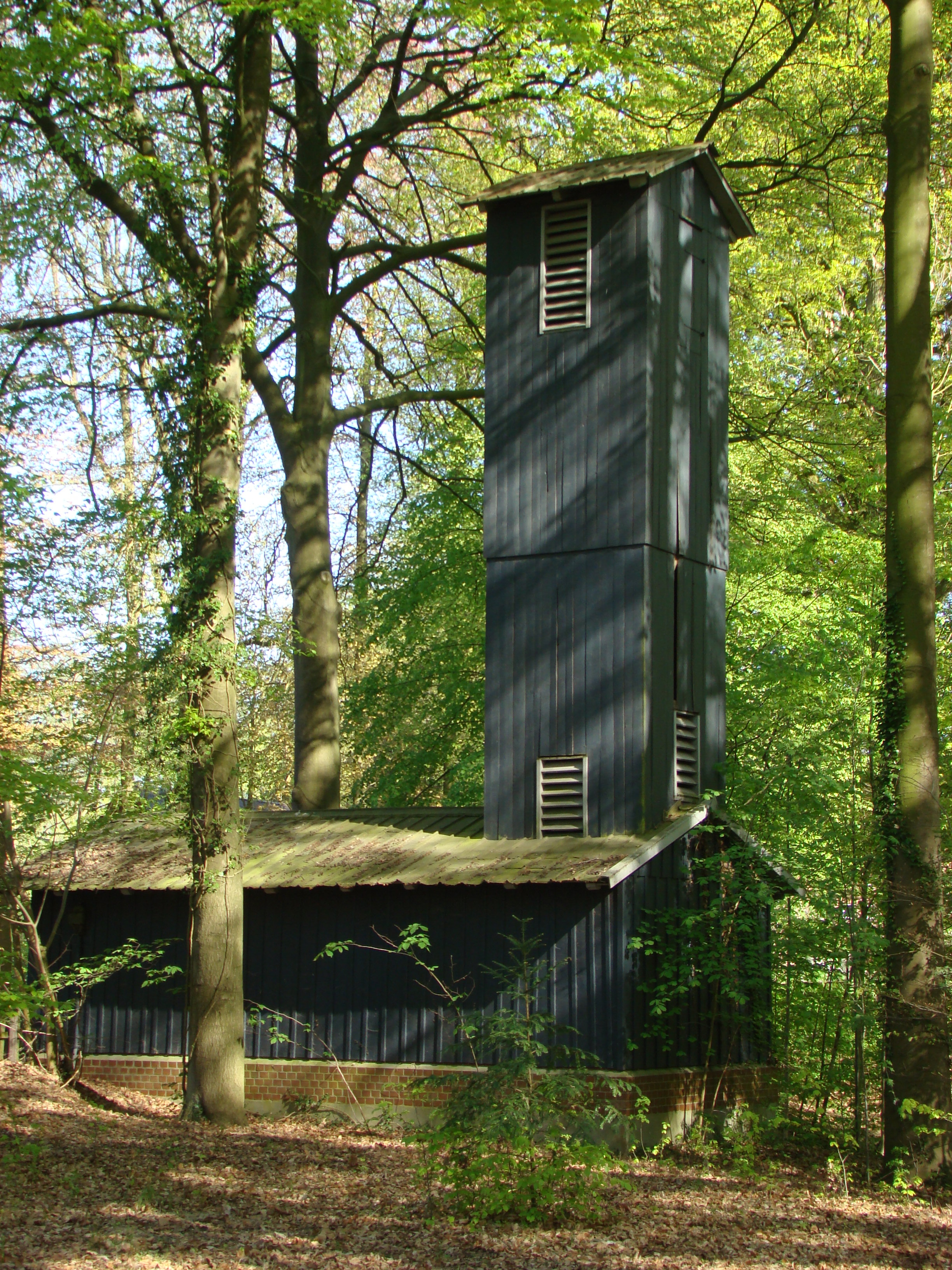
Feuerwehrhaus mit Trockenturm für Schläuche
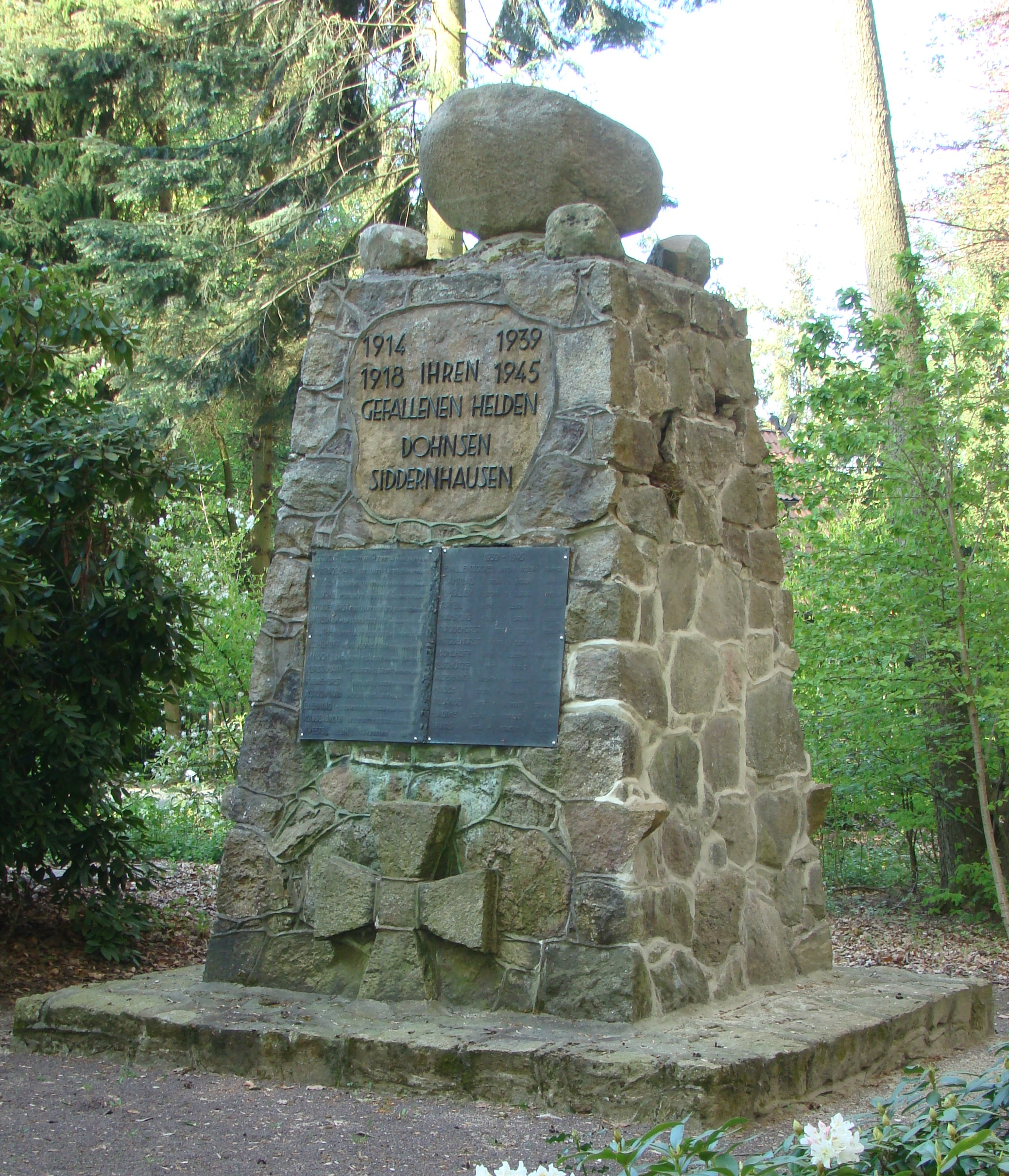
Kriegerdenkmal für den Ersten und Zweiten Weltkrieg
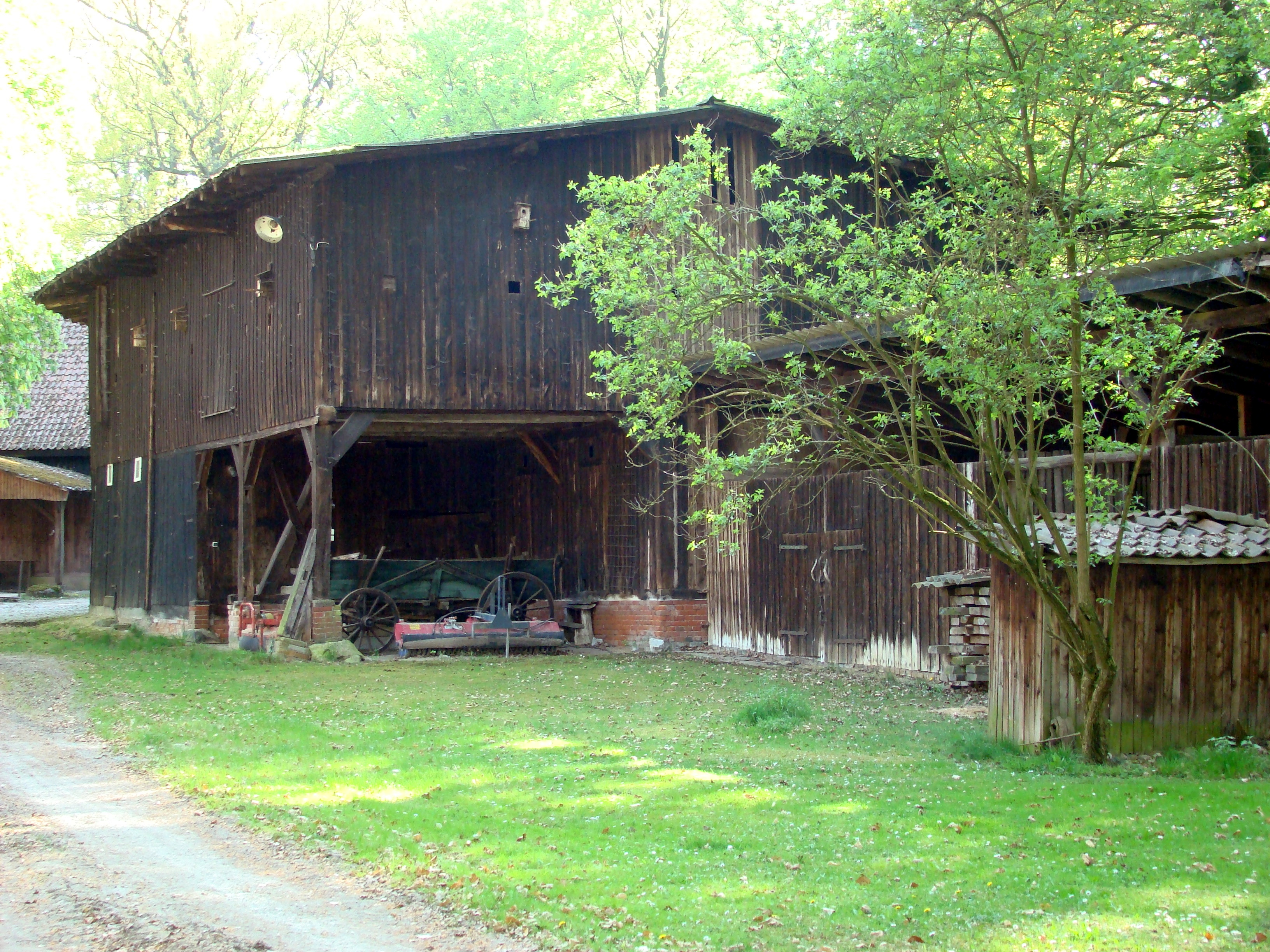
Alte Remise für landwirtschaftliche Geräte

Der dörfliche Charakter des Ortes ist in großen Teilen erhalten geblieben. In Dohnsen findet man heute noch ursprüngliche Bauerngehöfte mit zum Teil altem Eichenbestand.

## Baudenkmäler
Siehe Baudenkmale in Dohnsen

## Wirtschaft und Infrastruktur
Der Haltepunkt Dohnsen liegt an der Bahnstrecke Celle–Soltau. Regelmäßiger Personenverkehr findet nicht statt.